# Liste der Kulturdenkmäler in Lollschied
In der Liste der Kulturdenkmäler in Lollschied sind alle Kulturdenkmäler der rheinland-pfälzischen Ortsgemeinde Lollschied aufgeführt. Grundlage ist die Denkmalliste des Landes Rheinland-Pfalz (Stand: 8. Dezember 2023).

## Denkmalzonen
| Bezeichnung             | Lage                                                                              | Baujahr    | Beschreibung | Bild            |
| ----------------------- | --------------------------------------------------------------------------------- | ---------- | --- | --------------- |
| Denkmalzone Hauptstraße | Hauptstraße 5–17 (ungerade Nummern), 12, 18–22 (gerade Nummern), Talstraße 2 Lage | um 1840/50 | beidseitig der nach Osten ansteigenden Hauptstraße giebelständige zierverschieferte Wohnhäuser, größtenteils nach einem Brand um 1840/50 errichtet; am östlichen Rand die beiden im Kern aus der Zeit vor dem Brand stammenden Häuser Nr. 5 und 12 | Fotos hochladen |

## Einzeldenkmäler
| Bezeichnung  | Lage                                    | Baujahr  | Beschreibung                                                     | Bild            |
| ------------ | --------------------------------------- | -------- | ---------------------------------------------------------------- | --------------- |
| Wohnhaus     | Hauptstraße 10/12 Lage                  | vor 1840 | Fachwerkhaus, teilweise verschiefert und verputzt, wohl vor 1840 | Fotos hochladen |
| Wohnhaus     | Hauptstraße 13 Lage                     | 1848     | Wohnhaus, verputzt und verschiefert, bezeichnet 1848             | BW              |
| Stemmelmühle | nordöstlich des Ortes am Hasenbach Lage | um 1800  | auch Hahnmühle; Fachwerkgebäude, um 1800                         | BW              |